# ریحانه، حماة
ریحانه (به عربی: ریحانة) یک روستا در سوریه است که در ناحیه شطحه واقع شده‌است. ریحانه ۹۸۵ نفر جمعیت دارد.